# Батлер, Крейг
Крейг Ба́тлер (англ. Craig Butler, род. 30 апреля 1974 года) — английский профессиональный игрок в снукер.

## Карьера
В 1998 году Крейг был финалистом любительского чемпионата Англии, а в 2000 году стал победителем чемпионата Европы, обыграв в финале Бьёрна Ханевеера со счётом 7:3. После этого Батлер стал играть в мэйн-туре, но значительных достижений не добился, несколько раз при этом выбыв из тура. Высший рейтинг Батлера — 82-й (сезон 2004/05), хотя в «однолетнем» рейтинге он некоторое время был в числе 70 сильнейших.
Свой высший брейк в рамках мэйн-тура (133 очка) Батлер сделал на турнире China Open 2000.